# بربيت بني الصدر
بربيت بني الصدر (الاسم العلمي: Capito brunneipectus) (بالإنجليزية: Brown-chested Barbet)‏ هو نوع من الطيور يتبع جنس البربيت من الفصيلة البربيتية.